# 道格·拉塞尔
道格·拉塞尔（英語：Doug Russell，1946年2月20日—），美国男子游泳运动员。他曾代表美国参加1968年夏季奥林匹克运动会游泳比赛，获得男子100米蝶泳和男子4×100米混合泳接力金牌。